# Атифете Яхяга
Атифете Яхяга (на албански: Atifete Jahjaga, на сръбски: Атифете Јахјага) е четвъртият президент на частично признатата Република Косово. Първата в Европа жена-президент на страна с предимно мюсюлманско население.

## Биография
Атифете Яхяга е родена на 20 април 1975 г. в Дяково, тогава в Социалистическа Югославия. Завършва начално и средно образование в Прищина. След дипломирането си постъпва в Юридическия факултет на университета в Прищина. След като се дипломира през 2000 г., тя продължава обучението си в университета на английския град Лестър – курс по съдебна медицина и полицейско управление.
През 2008 г., веднага след обявяването на независимостта на Косово, тя е приета на служба в местната полиция, където се набират нови служители. Атифете започва като патрулен офицер. Като специалист с две дипломи, тя бързо прави кариера. Заема поста на заместник-директор на косовската полиция, заместник-директор по човешките ресурси, специален помощник-референт на заместник-комисаря на административния отдел, ръководител на отдела по обучение. Върхът на кариерата ѝ в полицията е поста на заместник-началник на полицията, с чин генерал-майор, най-високия сред жените-военнослужещи в Югоизточна Европа.
На 7 април 2011 г., след гласуване в парламента, Атифете Яхяга е избрана за президент на Република Косово – първият след обявяването на независимостта на страната.
Тя е най-младата жена на подобен ръководен пост в света по това време. Само трима мъже са по-млади от нея: двама монарси и ръководителя на Северна Корея. 